# Мейер, Дмитрий Иванович
Дмитрий Иванович Мейер (Дмитрий Иосиф Мейер; 1819—1856) — российский учёный-правовед, специалист в сфере гражданского права, общественный деятель, доктор права (1848).

## Биография
Родился 1 сентября 1819 года в г. Санкт-Петербурге. Происходил из семьи осевших в Амстердаме португальских евреев. Позже его дед Абрам Мейер перебрался в Копенгаген и в конце концов в Санкт-Петербург. Его отец, скрипач Гартвиг Иоганн Мейер, принял лютеранство; мать — Шарлотта Вульф. Состоял в родстве с математиком Георгом Кантором.
Дмитрий Мейер окончил петербургский Главный педагогический институт по разряду юридических наук. Затем два года обучался в Берлинском университете. В Берлинском университете он обучался под предводительством Рудорфа и Гомейера. Дмитрий Иванович особенно любил слушать лекции Г. Ф. Пухты. Обучение в Берлинском университете и наставники Д. И. Мейера оказали на него большое влияние. Особенно немецкая школа оказала влияние на исторические взгляды Д. И. Мейера, а также на проблемы образования права, систему права и гражданского права.
В 1844 г. Д. И. Мейер вернулся в Санкт-Петербург. Провёл пробную лекцию "О гражданских отношениях обязанных крестьян" в Санкт-Петербургском университете с целью получения должности педагога. Данная лекция получила одобрение, однако 15 февраля 1844 г. Д. И. Мейер был назначен адъюнктом в Императорский Казанский университет.
С 1845 г. по 1855 г. преподавал в Казанском университете: сначала адъюнкт, магистр, а потом экстраординарный профессор, ординарный профессор. Степень магистра учёный получил за труд "Опыт о праве казны, по действующему законодательству" 18 мая 1846 г. Мейер Д. И. стал доктором наук 18 марта 1848 г. за труд "О древнем русском праве залоге". В тот же год, только 20 апреля он был избран, а затем утвержден 26 мая утвержден экстраординарным профессором на кафедру гражданского права. Ординарным профессором был назначен 13 июля 1852 года. Д. И. Мейер был очень требовательным к студентам, однако он делал все возможное, чтобы каждый студент понимал его дисциплину. Д. И. Мейер обязывал студентов, чьими знаниями не был доволен, проходить курс гражданского права повторно. Более того, он преподавал для желающих студентов дома. Высоко оценивали способность Д. И. Мейера проводить лекции.
В 1855 году скончался К.А. Неволин, преподававший гражданское право в Санкт-Петербургском университете и Мейер взял отпуск и поехал в столицу, где стал хлопотать о назначении его на освободившуюся кафедру гражданского права, устроившись для начала в Императорское училище правоведения. С 21 декабря 1855 года он стал профессором Петербургского университета по кафедрам гражданского права и истории русского права, но уже 18 (30) января 1856 года умер (в чине коллежского советника). Его сменил А.С. Жиряев, но не надолго.
В годы работы в Казанском университете оказал влияние на В.В. Берви-Флеровского, на Л.Н. Толстого: «Во всем Казанском университете был только один симпатичный Толстому профессор, — это был профессор гражданского права Мейер, имевший сильное влияние на Льва Николаевича. Мейер предложил Толстому столь интересную тему для сочинения, что Толстой весь ушел в эту работу, перестал заниматься остальными факультетскими предметами и не готовился к экзаменам. Сравнение проекта Екатерининского „Наказа“ с „Духом законов“ Монтескьё — такова была тема, которой в течение года Толстой посвящал все своё время».

 В высшей степени нервный и болезненный, он был одним из тех мечтателей, которых не исправляют неудачи и жизненный опыт. Его вера в лучшее, в торжество правды, доходившая до фанатизма, была искренна и не лишена какого-то поэтического оттенка. В этом хилом теле жила сильная и выносливая натура, решительно не способная отделять своё личное благо от блага общего. Он жил ожиданием близкого обновления нашей общественной жизни, неизбежной полноправности миллионов русских людей и пророчил множество благ от свободного труда и упразднения крепостного права.
 В.Н. Назарьев.

## Политико-правовые взгляды
Д. И. Мейер выступал против крепостного права, дискриминации людей из-за их вероисповедания, деления людей на сословия, правового неравенства. Свои взгляды он не скрывал и открыто говорил о них во время своих лекций. Конечно, его взгляды воспринимались его учениками.

## Основные труды
- Об объявленных ценах в книжной торговле // Московские Ведомости. — 1852. — № 28.
- О юридических вымыслах и предположениях, о скрытых и притворных действиях // Учен. Зап. Каз. унив.. — 1855.
- Древнее русское право залога // Юридический Сборник. — 1855.
- Юридические исследования относительно торгового быта Одессы // Юридический Сборник. — 1855.
- О значении практики в системе юридического образования. — 1855.
- Мейер Д.И. Русское гражданское право. — Издание 3 (по исправленному и дополненному 8 изданию 1902 года). — Москва: Статут, 2003. — 831 с. — (Классика российской цивилистики). — 3000 экз. — ISBN 5-8354-0055-1.
- Очерк русского вексельного права. Посмертное издание, предпринятое А. И. Вицыным // Учен. Зап. Каз. унив.. — 1857.

## Интересные факты
Первым среди учёных-правоведов предложил концепцию "юридической клиники", как студенческой организации, позволяющей развивать практические навыки студентов-юристов.
"За то конечно и тени драматизма нет в другом занятии, приличном для увенчания юридической практики учащихся. Это присутствие при юридических консультациях и посреднеческом разбирательстве и в некоторой мере участие в них, нечто в роде "юридической клиники". В самом деле, звание юриста, как и звание врача практическое, и потому, как практическое приготовление учащегося врачебной науке происходит в школе, точно также и практическое приготовление юриста должно совершаться там же, под сенью науки..." 